# Conseil général de l'environnement et du développement durable
Ne doit pas être confondu avec Commissariat général au développement durable.

Schéma du développement durable : à l'intersection de trois préoccupations, dites « les trois piliers du développement durable ».

Le Conseil général de l'environnement et du développement durable (CGEDD) est l'ancien service d'inspection du ministère français chargé de l'Écologie. Il devient l’Inspection générale de l'environnement et du développement durable (IGEDD) en 2022.

## Histoire
Le CGEDD résultait de la fusion du Conseil général des ponts et chaussées (CGPC) et du service de l'Inspection générale de l'environnement (SIGE). Il est créé par le décret no 2008-679 du 9 juillet 2008. Celui-ci est abrogé et remplacé par le décret no 2015-1229 du 2 octobre 2015.

## Rôle
Le CGEDD était chargé de conseiller le gouvernement dans les domaines du développement durable, des transports, du bâtiment et des travaux publics, de la mer, de l’aménagement des territoires, du logement, de l’urbanisme, de la politique de la ville et du changement climatique.
Dans ce cadre, il menait les missions d’expertise, d’audit, d’étude, d’évaluation, d’appui et de coopération internationale que lui confie le gouvernement.
Il était également chargé d’une mission d’inspection générale portant sur la régularité, la qualité et l’efficacité de l’action des services de l’État placés sous l’autorité du ministre de la Transition écologique et solidaire et du ministre de la Cohésion des territoires, ainsi que des établissements publics placés sous leur tutelle.
Il siégeait en formation d’Autorité environnementale pour émettre des avis et rendre des décisions sur la qualité des évaluations environnementales et la prise en compte de l’environnement par les projets et les plans-programmes soumis à son examen. Les missions régionales d’Autorité environnementale (MRAe) remplissaient les mêmes fonctions sur les plans-programmes, les documents d’urbanisme et certains types de  projets spécifiques vis-à-vis desquels la compétence d’autorité environnementale leur a été reconnue.

## Organisation
Le CGEDD travaillait en liaison étroite avec les autres inspections générales et conseils généraux, notamment :
- le Conseil général de l'alimentation, de l'agriculture et des espaces ruraux (CGAAER)[6] ;
- le Conseil général de l'économie (CGE)[7] ;
- l'Inspection générale de l'administration (IGA)[8] ;
- l'Inspection générale des affaires sociales (IGAS)[9] ;
- l'Inspection générale des Finances (IGF)[10] ;
- l'Inspection générale des affaires maritimes (IGAM).

Le bureau d'enquêtes sur les accidents de transport terrestre (BEA-TT) et le Bureau d'enquêtes et d'analyses pour la sécurité de l'aviation civile (BEA Aviation civile) étaient placés auprès du vice-président du CGEDD, conformément aux dispositions de l'article R1621-5 du code des transports.

## Personnalités

### Vice-présidence
- Paul Delduc du 16 mai au 31 août 2022[12].
- Par intérim, Jean-Martin Delorme du 26 janvier au 15 mai 2022.
- Daniel Bursaux du 1er juillet 2020 au 25 janvier 2022[13]
- Anne-Marie Levraut (de 2016 à 2020)[14].
- Patrice Parisé.
- Pierre Mayet.
- Jean Chapon.
- Georges Mercadal.
- Claude Martinand.
- Christian Leyrit.

### Personnalités y travaillant ou y ayant travaillé
- Jacques Friggit.
- Bernard Larrouturou.
- Bruno Mégret[15].
- Pierre-André Périssol.
- Bernard Perret.
- Thierry Repentin.
- Pascal Terrasse.
- Jérôme Peyrat.
- François Vauglin.
- Patrice Vergriete.
- Jean-Martin Delorme